# Metawithius murrayi
Metawithius murrayi es una especie de arácnido del orden Pseudoscorpionida de la familia Withiidae.

## Distribución geográfica
Se encuentra en el sudeste de  Asia.